# Ovansjö distrikt
Ovansjö distrikt är ett distrikt i Sandvikens kommun och Gävleborgs län. Distriktet ligger omkring Storvik i västra Gästrikland. 

## Tidigare administrativ tillhörighet
Distriktet inrättades 2016 och utgörs av Ovansjö socken i Sandvikens kommun, där en del av området fram till 1971 utgjorde Storviks köping som utbrutits ur socknen.
Området motsvarar den omfattning Ovansjö församling hade 1999/2000.

## Tätorter och småorter
I Ovansjö distrikt finns åtta tätorter och fyra småorter.

### Tätorter
- Hammarby
- Hillsta och Se
- Jäderfors
- Kungsgården
- Sandviken (del av)
- Storvik
- Västerberg
- Åshammar

### Småorter
- Backberg
- Norrberg
- Näs
- Åttersta